# Еремеево (Мордовия)
 Еремеево  — село в Лямбирском районе Мордовии в составе  Саловского сельского поселения.

## География
Находится на расстоянии примерно 13 километров по прямой на север-северо-запад от города Саранск.

## История
Известно с 1869 года, когда в нем было учтено 85 дворов, название связано с именем владельца Еремея Нечаева. 

## Население
| 2002 | 2010 |
| ---- | ---- |
| 28   | ↘19  |